# Halo: Reach
Halo: Reach è un videogioco sparatutto in prima persona del 2010, sviluppato da Bungie Studios e pubblicato da Microsoft Game Studios per Xbox 360 e Microsoft Windows; si tratta di uno spin-off della serie Halo e cronologicamente si colloca nello spazio temporale che trascorre tra gli eventi di Halo Wars e Halo: Combat Evolved.
Uscito in tutto il mondo nel settembre 2010, il gioco si svolge nell'anno 2552, quando l'umanità è coinvolta in una guerra con l'alleanza di razze aliene conosciuta come Covenant. Il protagonista controllato dal giocatore è Noble Six, un membro di una squadra speciale di supersoldati (la Noble appunto) di classe Spartan intenta a impedire che la colonia umana di Reach cada sotto l'attacco delle forze ostili.
Dopo aver pubblicato Halo 3 nel 2007, la Bungie si divise in due gruppi di lavoro per sviluppare due capitoli diversi, ovvero i futuri Halo 3: ODST e Reach. Gli sviluppatori decisero di creare un'opera che narrasse eventi antecedenti a Halo: Combat Evolved con la speranza di fornire risposta a molte delle domande che i fan della serie si chiedevano sugli eventi antecedenti a quelli della trilogia originale. Il gioco si svolge in un mondo umano destinato alla distruzione, con atmosfere del pianeta più tetre. Il compito di realizzare la colonna sonora per il gioco è stato commissionato ai compositori di lunga data di Halo, ovvero Martin O'Donnell e Michael Salvatori, che hanno puntato su tracce più cupe che si innestassero alla storia.
Reach è stato annunciato all'Electronic Entertainment Expo 2009 a Los Angeles, in California, e il primo trailer con motore grafico è stato mostrato durante gli Spike Video Game Awards del 2009. I giocatori che hanno acquistato ODST avrebbero beneficiato della facoltà di partecipare a una beta multigiocatore di Reach nel maggio del 2010; la versione non definitiva permise alla Bungie di ottenere giudizi da parte degli utenti che risultarono poi funzionali a correggere bug e ad apportare delle migliorie sul gameplay. Microsoft ha fatto uso di una campagna marketing colossale, assegnando a Reach il più grande budget mai visto per un videogioco e preoccupandosi di creare spot pubblicitari, action figure e media interattivi pluripremiati allo scopo di sponsorizzare il prodotto.
Il gioco ha incassato 200 milioni di dollari il giorno del lancio, stabilendo un nuovo record per la serie. Reach ha venduto bene nella maggior parte del mondo, con più di tre milioni di copie nel primo mese in Nord America. Il giudizio della critica è stato nel complesso positivo; gli esperti del settore di GamePro, IGN e Official Xbox Magazine lo hanno definito il miglior titolo di Halo mai realizzato. Reach è stato l'ultimo gioco di Halo prodotto dalla Bungie, in quanto i giochi successivi sono stati supervisionati dalla sussidiaria Microsoft 343 Industries. Il gioco è uscito per Microsoft Windows e Xbox One come parte della Master Chief Collection nel dicembre del 2019.

## Trama

### Ambientazione
(Tagline del gioco)
Reach si svolge nell'universo fantascientifico della saga Halo, più esattamente nell'anno 2552, ovvero poco prima degli eventi narrati in Combat Evolved e in concomitanza con gli eventi raccontati nel romanzo La caduta di Reach. Halo: Reach ignora in gran parte il canone e la sequenza temporale degli eventi stabiliti nell'opera appena menzionata, circostanza che ha generato diverse incongruenze nella trama del franchise. Gli umani, rappresentati dall'organizzazione militare mondiale chiamata United Nations Space Command (UNSC), sono impegnati in una guerra logorante contro un'alleanza di razze aliene nota come Covenant . A causa della superiorità numerica del nemico, quasi tutte le colonie interstellari dell'umanità sono cadute. Anche Reach figura tra i pianeti popolati dalla specie umana, ma il luogo acquisisce un valore ancora maggiore se si considera il suo ruolo di principale roccaforte militare dell'UNSC. La colonia ospita oltre 700 milioni di civili, ma abbastanza elevato è anche il numero del personale bellico di stanza in loco.

### Storia
La storia ha inizio con il tenente "Noble Six" che incontra il resto del Noble Team, una squadra speciale di supersoldati d'elite, pronto a partire per indagare sul motivo per cui un ripetitore di comunicazione è andato offline. Ritenendo inizialmente che i responsabili siano i ribelli locali, la squadra scopre invece che squadre d'assalto Covenant hanno invaso Reach. Il comando decide quindi di indirizzare gli uomini a difesa della Sword Base, un'installazione dell'Office of Naval Intelligence (ONI), sotto attacco dei Covenant. Dopo aver respinto l'assalto, il Noble Team viene convocato da Catherine Halsey, una scienziata che in passato aveva lavorato al progetto Spartan e alla realizzazione dell'armatura potenziata MJOLNIR. Halsey chiede informazioni sui dati recuperati del team Noble da uno scienzato ucciso dai Covenant al ripetitore, sospettando che il nemico stesse tentando di recuperare dati ONI altamente riservati.
Subito dopo, il Noble Team scopre una forza d'invasione che si sta radunando sul pianeta. L'UNSC, con il contributo degli Spartan, lancia un assalto la mattina successiva per respingere gli aggressori, concentrandosi sulle principali stazioni di artiglieria e sulle postazioni di comando. La distruzione dei dispositivi di occultamento spinge la nave ammiraglia Covenant a uscire allo scoperto. Privi di un'arma convenzionale sufficientemente potente per distruggerla, il team Noble infiltra il nucleo di un motore iperspaziale, prelevato da una nave UNSC, armato di una carica su una corvetta Covenant, con l'intento di farlo detonare all'interno dell'ammiraglia. Essendosi il timer della carica danneggiato durante lo scontro, Jorge, uno degli spartan del Noble team, si sacrifica rimanendo a bordo della corvetta Covenant in rotta di collisione con l'ammiraglia, allo scopo di far esplodere il nucleo manualmente e distruggere la nave. Poco dopo la colossale esplosione, si intravede l'arrivo di una nuova e ancor più vasta flotta Covenant.
Tornato sulla superficie del pianeta, Six assiste alla difesa della città di New Alexandria e all'evacuazione dei civili, ricongiungendosi solo più tardi con la squadra. Ormai la città è perduta e le navi Covenant la radono al suolo. Poco dopo, durante la ritirata Kat, comandante in seconda della squadra, viene uccisa da un cecchino Covenant. La squadra viene poi apparentemente richiamata alla Sword Base per demolire il complesso prima che i Covenant possano accedere alle informazioni riservate dell'ONI, ma viene reindirizzata in un complesso sotterraneo da Halsey, intenta a studiare un antico artefatto alieno di origine antichissima (con l'aiuto dei dati dello scienziato ucciso recuperati dal Noble team nella prima missione) da lei ritenuto vitale per prevalere nella guerra contro i Covenant. Al Noble Team si assegna il compito di trasportare l'intelligenza artificiale Cortana, che custodisce i dati sull'artefatto alieno, alla nave dell'UNSC Pillar of Autumn, ormeggiata in un cantiere navale e pronta alla fuga. Jun, cecchino del Team, lascia la squadra per scortare Halsey in salvo lontano da Reach, ormai prossimo alla caduta.
Sulla strada per la Pillar of Autumn, Carter, il comandante della squadra, viene ferito e si sacrifica in uno scontro kamikaze alla guida di un trasporto Pelican per permettere a Six ed Emile, ultimi rimasti del Team, di raggiungere il cantiere. Emile usa un cannone orbitale per difendere la Autumn dai nemici ma viene brutalmente assalito da una squadra di Covenant. Six riesce comunque a consegnare Cortana al capitano dell'astronave umana, Jacob Keyes. Quando Emile viene ucciso, Six rimane indietro per azionare il cannone e assicurarsi che l'incrociatore umano riesca ad abbandonare il pianeta. Cortana, utilizzando i dati del manufatto alieno, conduce la Autumn nei pressi di un mondo a forma di anello, la cosiddetta Installazione 04, momento da cui cominciano gli eventi di Halo: Combat Evolved.
Ormai tra i pochi ad essere ancora sopravvissuto su Reach, Six si lancia in un'impari lotta contro le schiaccianti forze Covenant e viene ucciso dopo una lotta all'ultimo sangue. Nel 2589, l'elmo di Six rimane sulle pianure erbose di un pianeta ormai ripresosi dalle catastrofi causate dal conflitto. Nel finale, la voce fuori campo di Halsey loda le imprese della squadra Noble, grazie alle quali è stato possibile per l'umanità sconfiggere l'unione di alieni ostili.

## Personaggi
Il gioco segue le vicende della "Squadra Noble" (talvolta chiamata anche nella sua versione in lingua originale Noble Team), un'unità operativa speciale dell'UNSC composta da soldati geneticamente potenziati conosciuti come Spartan.

### Noble Six
Il giocatore assume le vesti del nuovo arrivato nella squadra dal nominativo di Noble Six. Ha servito all'interno dell'ONI prima di essere assegnato alla Squadra Noble come rimpiazzo per una precedente perdita.

#### Carter-A259
Il leader del Noble Team, un soldato integerrimo carismatico, devoto alla squadra.

#### Catherine-B320
Il secondo in comando del Team (indicato da altri membri del team come "Kat"), si distingue per via del braccio destro bionico ed è l'hacker del gruppo.

#### Jorge-052
Il soldato più forte del gruppo, specialista in armi pesanti, possiede un'armatura modificata autonomamente.

#### Emile-A239
Specialista in tattiche d'assalto, sarcastico e dal carattere e scostante, ha sempre a portata di mano un lungo coltello da combattimento.

#### Jun-A266
Il tiratore scelto della squadra, 

## Modalità di gioco
Halo: Reach è uno sparatutto in prima persona con gameplay principalmente da una prospettiva in prima persona; le eccezioni a questa regola si riscontrano nel momento in cui si utilizzano determinate armi, equipaggiamenti, veicoli e quando il giocatore muore. Il gameplay è più simile a Halo: Combat Evolved rispetto ai giochi successivi della serie, al fine di rimarcare il momento in cui svolgono gli eventi della storia. L'head-up display del giocatore mostra e tiene traccia delle armi e delle abilità attuali di un giocatore e salute; inoltre, offre anche una bussola e un "rilevatore di movimento", utile a testimoniare in tempo reale il movimento di alleati, nemici e veicoli entro un determinato raggio di distanza dal giocatore. L'HUD subisce dei mutamenti quando si pilotano aerei e veicoli spaziali.
Nella campagna del gioco, che può essere eseguita in singolo o in cooperativa, i giocatori assumono il ruolo di Noble Six, un supersoldato impegnato in un combattimento con un'alleanza di razze aliene nota come Covenant. Le specie diverse sono otto e ogni esemplare ha un grado e una classe differente a seconda della sua categoria di appartenenza; ad esempio, i comandanti Élite impartiscono ordini alle unità al loro fianco, mentre le reclute sono meno temibili e maggiormente pericolose soltanto in grande numero. Il giocatore è dotato di uno scudo energetico che si ricarica dopo un certo periodo di tempo e che assorbe danni da armi, fiamme e cadute dall'alto. Quando lo scudo energetico si esaurisce, il giocatore perde salute e, quando questa si azzera, il personaggio muore, con il risultato che il gioco si ricarica dall'ultimo checkpoint salvato. La salute si ripristina raccogliendo dei kit medici sparsi per i livelli di Reach, una caratteristica questa ripresa da Halo: Combat Evolved. Gli scontri con i nemici durante la campagna  avvengono in spazi dalla portata variegata, passando da ambienti aperti a edifici stretti e passando da formazioni naturali del pianeta Reach a condomini in stile futuristico. Una novità nella serie Halo riguarda le sequenze di combattimento aereo ambientate nello spazio.
Reach presenta delle versioni aggiornate di vecchie armi e anche alcune nuove, le quali suppliscono a vari ruoli di combattimento. In Halo 3, i giocatori possono trasportare equipaggiamenti monouso che offrono vantaggi offensivi o difensivi temporanei. Una simile opzione è stata rimpiazzata in Reach da abilità dell'armatura riutilizzabili e persistenti che rimangono integrate al personaggio fino a quando non vengono sostituite da un equipaggiamento diverso. Le abilità includono la corsa, che permette di muoversi a una velocità maggiore per diversi secondi; il jetpack, che consente al giocatore di volare per un tempo limitato; il sistema di mimetizzazione attivo, che rende un giocatore più difficile da vedere (meno si muove il giocatore, più sarà mimetizzato); l'ologramma, che crea una copia identica del giocatore pensata per dirigersi verso un punto specifico; uno scudo portatile, che crea una zona protetta dalla forma semi-sferica funzionale a curare chi si trova all'interno e a proteggerlo da una quantità limitata di danni; infine, un blocco armatura, che rende impossibile per il giocatore muoversi ma che garantisce l'invincibilità per un breve lasso di tempo. Quando il giocatore esce dal blocco dell'armatura, rilascia un raggio ravvicinato EMP, utile per disattivare gli scudi dei giocatori vicini e spingere via oggetti di piccola dimensione. Se un veicolo sperona un giocatore che sta bloccando l'armatura, il veicolo subirà gravi danni o, nel grosso dei casi, la sua distruzione. Quando si gioca nelle vesti degli Élite, una delle specie Covenant, i giocatori hanno anche accesso a un'abilità che consente di scattare rapidamente in qualsiasi direzione.

### Multigiocatore
Reach supporta il multigiocatore PvP tramite schermo condiviso su una singola Xbox 360, reti locali (System Link) e il servizio Xbox Live. Il videogame include modalità multiplayer basiche come "Deathmatch" e "Cattura la bandiera", oltre a tipi di gioco inediti nel franchise. In "cacciatore di teste" (Headhunter), i giocatori lasciano cadere dei teschi alla propria morte, che altri possono raccogliere e depositare in zone speciali per ottenere punti. Quando i giocatori muoiono, tutti i loro teschi accumulati vengono lasciati cadere. In "Scorta" (Stockpile) le squadre si impegnano a raccogliere delle bandiere localizzate in aree neutrali e trasportarle in dei punti specifici ogni minuto per ottenere dei punti. In "Difesa del generatore" si contrappongono tre supersoldati umani, o Spartan, contro tre guerrieri Covenant, gli Élite. L'obiettivo degli alieni è quello di distruggere tre generatori, mentre gli Spartan difendono l'installazione. Dopo ogni round, i giocatori si scambiano i ruoli. "Invasione" (Invasion) è una modalità con otto contro otto giocatori al massimo e due squadre che perseguono obiettivi opposti a seconda della mappa in cui si combatte. Gli Spartan e gli Élite, protagonisti di questa modalità, devono riuscire a eseguire i tre obiettivi che perseguono di attacco o di difesa in un dato lasso temporale. Man mano che il tempo procede, nuovi veicoli e aree della mappa diventano accessibili. Un'altra novità è rappresentata dall'armeria, che consiste in un'ampia sezione del menù di gioco dove è possibile una notevole personalizzazione del proprio Spartan e, in maniera più ridotta, del proprio Élite.
Ripresa da Halo 3: ODST, accanto ad altre opzioni multiplayer vi è la "Sparatoria", in cui i giocatori affrontano ondate di nemici sempre più difficili nell'intento di sopravvivere. È consentito personalizzare le opzioni di tale modalità, incluso il numero e i tipi di nemici. Una versione diversa da quello standard della sparatoria consente di difendere tre generatori entro un determinato arco temporale.
In Reach è inclusa anche l'opzione "Fucina", un editor che consente di effettuare delle modifiche alle mappe. I giocatori possono modificare le mappe multiplayer predefinite e una grande mappa vuota nota come "Mondo Forgia" (Forge World), aggiungendo o modificando punti di rigenerazione, armi e oggetti. Le opzioni di inserimento di questi ultimi risultano molteplici e ben più variegate rispetto a Halo 3. Tra le altre funzionalità si annovera il "cinema", già presente in alcuni capitoli precedenti, dove i giocatori possono guardare i filmati salvati dei loro giochi e fare screenshot e clip video per poi pubblicarli nel menù dedicato alla condivisione dei file. Un'ulteriore possibilità è quella di rendere pubblici, oltre ai video e alle istantanee, delle mappe o delle modalità di gioco alla community.

## Sviluppo

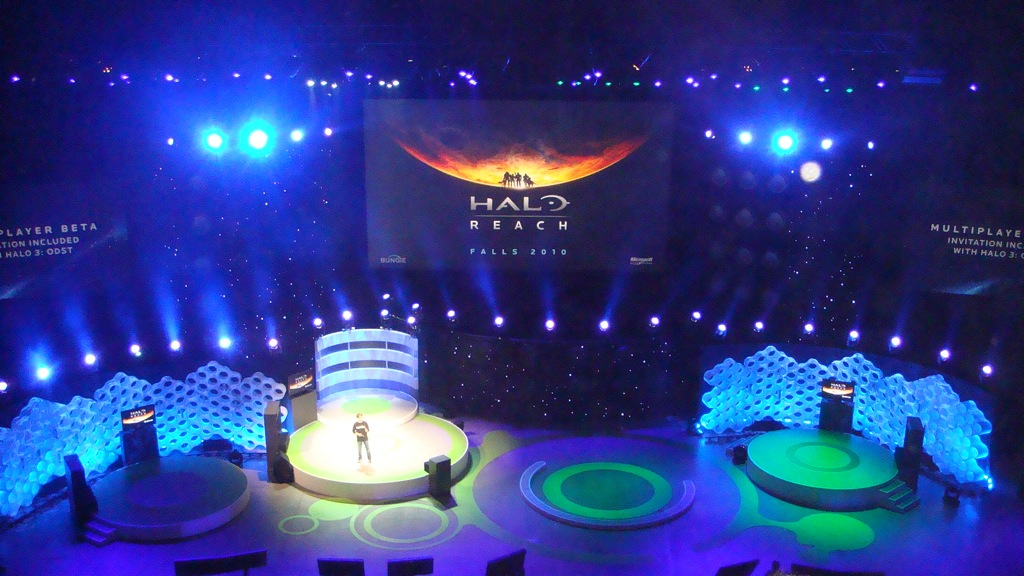
L'annuncio di Reach all'E3 del 2009

### Progettazione
Dopo Halo 3, lo studio di sviluppatori della Bungie selezionò un team interno che potesse lavorare sul gioco Halo pianificato da Peter Jackson, Halo Chronicles. Alla fine quest'ultimo progetto fu abortito e il team cominciò a occuparsi di un progetto di espansione autonomo, Halo 3: ODST; al contempo, un altro gruppo, guidato dal direttore creativo Marcus Lehto e dal design lead Christian Allen, avviò le operazioni necessarie per realizzare Reach. Il team considerò molti concetti e approcci diversi al gioco, inclusa l'idea di creare un sequel di Halo 3, poi scartata. Alla fine, il team optò per la scelta opposta, cioè quella di creare un prequel del primo gioco Halo nel corso di alcune riunioni. La scelta ricadde sul pianeta Reach, dal valore cruciale in quella fase della guerra in corso nell'universo di Halo. A tal proposito Lehto ha dichiarato: «Inteso come pianeta immaginario, Reach era tra i candidati migliori con cui lasciar lavorare la fantasia. Si tratta di un mondo talmente ricco e con così tanti spunti narrativi intorno... A quel punto ci siamo detti: "Okay, è fatta. Ora abbiamo un mare di idee da dover far quadrare affinché su di esso si sviluppi una storia spettacolare'». Non più gravata dalla necessità di portare avanti la trama della trilogia di Halo, la Bungie capitalizzò Reach per introdurre nuovi personaggi e ambientazioni. Poiché il titolo termina con la distruzione del pianeta in esame, l'azienda sviluppatrice voleva essere sicura che i giocatori provassero ancora un senso di realizzazione e successo. «Nel complesso, è una sfida quella di assicurarsi che il giocatore senta di fare la cosa giusta fino alla fine», affermò Lehto.
Lehto ricordò in futuro che creare una storia incentrata sui personaggi costituì una grande sfida: i giocatori ne avrebbero saputo di più man mano che procedevano nella campagna, ma quelli di classe Spartan avrebbero dovuto sin da subito apparire intelligenti. La saga di Halo esponeva costantemente protagonisti silenziosi durante le sequenze di gioco. Il community manager Brian Jarrard si prodigò affinché fosse possibile per i giocatori scegliere tra un personaggio principale di sesso maschile o femminile e fare in modo che i filmati e i dialoghi cambiassero di conseguenza. La sequenza finale della storia suscitò profonde discussioni interne, con alcuni membri della Bungie che volevano rimuoverla. Il produttore esecutivo Joe Tung ha osservato che il modo in cui si è evoluto «il leitmotiv 'sopravvivenza' [...] ci è sembrato fantastico. Abbiamo indubbiamente discusso delle diverse maniere in cui questo processo si stesse dipanando e dei differenti finali che si potevano concepire in modo cinematografico, ma io credo che la scelta definitiva rappresenti un finale davvero ben ritmato, significativo ed emotivamente di grande impatto».
Gli sviluppatori originariamente intendevano effettuare una trasposizione delle risorse esistenti di Halo 3 su Reach per poi aggiornarle. Per Halo 3, la Bungie era stata costretta a ridurre alcune sezioni del gioco per adattarle ai vincoli imposti dal motore grafico, ma il desiderio era quello di rendere il titolo migliore rispetto ai suoi predecessori. «Più abbiamo iniziato a esaminare questo aspetto, più abbiamo scoperto che potevamo ricostruire realisticamente ogni risorsa da zero con un enorme aumento della qualità senza investire in modo significativo più tempo», affermava nel 2010 uno degli artist di Bungie 3D, Scott Shepherd. La risoluzione delle texture e il conteggio dei poligoni per i modelli aumentarono, con il risultato che anche solo il fucile d'assalto di Reach è composto da più poligoni rispetto a un intero personaggio dei marine di Halo 3. Il concept del prequel diede altresì al gruppo artistico l'opportunità di riprogettare nemici chiave, armi e una miscellanea di elementi della serie. Il team trovò ispirazione nel concept art originale per Halo: Combat Evolved; la forma finale dei Grunt, una delle razze Covenant, venne ridisegnata sulla base di uno schizzo che il concept artist Shi Kai Wang aveva creato ben dieci anni prima.
Gli sviluppatori riprogettarono il motore grafico, il software che gestiva il rendering e gran parte del gameplay. La Bungie preferì in tale frangente assumere un esperto in motion capture per sviluppare animazioni dei personaggi più realistiche. Una simile operazione consentì alla casa produttrice di risparmiare tempo, in quanto i dati di motion capture potevano essere applicati ai modelli di gioco lo stesso giorno in cui venivano girati. Gli sviluppatori cercarono di aumentare la qualità del lavoro concentrandosi pure sul miglioramento dell'intelligenza artificiale. Anziché programmare gli incontri con i nemici, essi hanno preferito più un approccio tipico dei videogiochi open world o delle battaglie che si svolgono in spazi aperti.

### Annuncio e teaser
Halo: Reach fu annunciato il 1º giugno 2009, in contemporanea con l'uscita di un trailer alla conferenza stampa di Microsoft Electronic Entertainment Expo (E3). Un comunicato stampa annunciava che l'accesso al multiplayer beta sarebbe stato reso disponibile a seguito di un annuncio specifico nel 2010. Nel frattempo, si ribadì anche che Reach sarebbe stato l'ultimo lavoro sviluppato dalla Bungie per la serie Halo, con i futuri capitoli che sarebbero stati poi curati dalla sussidiaria Microsoft 343 Industries.
Un trailer pubblicato il 3 marzo 2010 permise agli appassionati della saga di gustarsi qualche anteprima del multiplayer del gioco. Bungie svelò alcune sezioni della campagna del gioco e della sparatoria all'E3 2010. Il 23 giugno il gioco raggiunse il traguardo dell'"uscita con zero bug", a significare un passaggio dalla creazione di contenuti alla risoluzione dei problemi; benché l'intelligenza artificiale palesasse qualche lacuna e di altri elementi se ne discuteva la rimozione o meno, per via dei limiti di tempo, si preferì rimandare eventuali correzioni ad aggiornamenti che sarebbero usciti dopo il lancio di Halo: Reach. La Bungie pubblicò l'elenco completo degli obiettivi del gioco il 30 luglio, inclusi titoli, simboli e requisiti, e completò Reach tra la fine dello stesso mese e l'inizio di agosto 2010.

### Beta multigiocatore
La beta multiplayer di Reach divenne accessibile esclusivamente ai possessori di Halo 3: ODST. Più di tre milioni di copie di ODST furono vendute entro novembre 2009. Bungie stimò tra i due e i tre milioni di giocatori per l'imminente beta di Reach, rispetto agli 800.000 che avevano partecipato alla prova di Halo 3. Per via di alcuni imprevisti, la Bungie risultò costretta a pubblicare una beta di sei settimane, che però presentava vari bug e problemi già risolti nelle build più recenti. Sebbene preoccupato che questi problemi potessero offuscare l'immagine del gioco, Jarrard si rese conto di non aver altra scelta che rendere disponibile tale versione così come appariva in quel momento e comunicare con i giocatori sulle correzioni.
Più di 2,7 milioni di giocatori presero parte alla beta, durata dal 3 al 20 maggio. Il gioco fu lanciato da un gruppo interno di dipendenti di Bungie e Microsoft, con un numero totale di giocatori nell'ordine del migliaio di utenti. Quando la beta divenne pubblica, più di un milione di persone si unì alla versione non definitiva il primo giorno, causando delle difficoltà ai server back-end nella gestione del traffico di rete. Sebbene il team di ingegneri avesse sovrastimato il carico del server, i bug nei cluster dello stesso causarono il backup dei caricamenti di giochi, rallentando il matchmaking al punto tale che le altre problematiche non poterono essere risolte. Jarrard notò che i 16 milioni di ore di gioco totali e l'implementazione su larga scala della versione beta apparirono fondamentali per vedere come si sarebbe comportato Reach.
Bungie tenne conto della versione beta allo scopo di correggere errori, glitch e problemi di bilanciamento all'interno degli elementi di gioco. Come sostenuto da Lehto, si aveva il bisogno che i fan fornissero delle opinioni sul lavoro e la possibilità di attingere a una vasta base di giudizi di certo avrebbe aiutato nella levigazione del prodotto finale. Il gioco assimilava automaticamente statistiche quali la velocità di caricamento e del matchmaking, nonché delle preferenze di gioco; risolvere quello che Jarrard chiamava «un feedback approfondito e più soggettivo» via e-mail, note e forum si rivelò più difficile. La beta di Reach generò oltre 360.000 post sui forum della community della Bungie. La creazione di thread ufficiali dedicata alle problematiche da risolvere agevolò il compito di districarsi tra l'elevato numero di recensioni; sul punto Jarrard si espresse così: «Abbiamo cercato di offrire alle persone una via più diretta per darci quel feedback di cui avevano bisogno e per semplificarci la vita. C'è stato sicuramente molto da valutare e analizzare». Tuttavia, alcune critiche dei giocatori non erano correlate ai dati statistici ottenuti dalle partite durante la beta. Chris Carney, il lead designer per la modalità multiplayer, sottolineò l'insoddisfazione per la poca efficacia della pistola all'inizio della beta; alla fine di tale periodo, l'arma risultava responsabile della maggior parte delle uccisioni legate ad armi appena incluse nel gioco. Bungie implementò inoltre dei test speciali che entravano in azioni in partite casuali per eliminare dei confondenti, bilanciare il gameplay e apportare all'occorrenza ulteriori modifiche.

## Colonna sonora
Apprezzato per quanto realizzato nei capitoli precedenti, la Bungie si rivolse ancora una volta a Martin O'Donnell per la colonna sonora Reach, mentre qualche brano aggiuntivo venne curato da Michael Salvatori. O'Donnell decise di realizzare dei brani «cupi, più viscerali», poiché la trama si concentrava sui personaggi e il destino nefasto del pianeta era già noto agli appassionati dell'universo di Halo. La prima composizione ultimata per Reach fu suonata per la prima mondiale del gioco e poi impiegata come punto di partenza per sviluppare ulteriori temi. O'Donnell iniziò a lavorare su Reach mentre ODST, per il quale era anch'egli impegnato nella realizzazione della colonna sonora, risultava ancora in fase di produzione, ma cominciò a comporre solo nell'agosto 2009. O'Donnell si rivolse ai precedenti collaboratori dei brani della serie di Halo, ovvero Salvatori, C. Paul Johnson e Stan LePard. Sia Reach sia ODST non vantano canti gregoriani e nel primo i vari reparti non sono stati rigorosamente divisi. O'Donnell spiegò: «Ho deciso questa volta di selezionare alcuni temi, tempi, chiavi e altri punti di partenza utili per le tracce musicali. Li ho condivisi con tutti gli altri compositori e ho semplicemente chiesto loro se c'era qualche materiale che li ispirava». I lavori in corso da loro ideati vennero ritoccati da O'Donnell o rimandati indietro per essere terminati dal compositore principale.
Nei precedenti giochi Halo, le sezioni della musica si sovrapponevano e cambiavano a seconda dell'azione del giocatore. Il sistema di audio interattivo di Reach era molto più complesso, con la possibilità di combinare fino a sette livelli di strumentazione rispetto ai due di Combat Evolved. Gli sviluppatori ampliarono pure il sistema di effetti sonori: ogni oggetto che interagisce in Reach produce due suoni per i rispettivi elementi; per esempio, se un veicolo Warthog colpisce un soldato Covenant corazzato produce sia uno scricchiolio metallico sia il rumore della collisione. L'interazione tra oggetti e terreno è stata dimostrata in un ambiente di gioco che O'Donnell ha chiamato "la stanza a strisce", per via delle bande di colori alternati sugli oggetti e sull'ambiente.

## Distribuzione
Reach è uscito in tre edizioni il 14 settembre 2010. La versione standard consisteva nel gioco e nel suo manuale; quella limitata presentava una confezione rigida che al suo interno conteneva informazioni sulla storia, imballaggi diversi e un set esclusivo di armature Élite disponibili in-game; l'"edizione leggendaria" conteneva tutti i materiali dell'edizione limitata in una confezione diversa, due ore di commenti degli sviluppatori sui filmati del gioco, un effetto per l'armatura Spartan nel menù dell'armeria e un'action figure di 4,5 kg realizzata dalla McFarlane Toys. I consumatori nordamericani che acquistarono una prima copia del prodotto preordinandola o poco dopo il lancio ricevettero un'ulteriore possibilità di personalizzazione del casco Spartan "recon"; quelli in altre aree del mondo avrebbero potuto conseguirlo solo effettuando un pre-ordine. Reach è stato anche fornito in bundle con una Xbox 360 Slim in edizione limitata che si distingueva per suoni e finiture in tema Halo e due controller.
Microsoft inserì successivamente Reach tra i contenuti scaricabili sul Marketplace di Xbox Live il 12 agosto 2010 al prezzo di 99.999 Microsoft Points (1.250 $). Un portavoce confermò poi che il download era stato reso accessibile allo scopo di concederlo alla revisione dei media e che non era stato concepito per la categoria "Games on Demand". Quattro giorni dopo, alcuni hacker riuscirono ad accedere alla versione, a scaricarla e a distribuire il gioco online; Interrogata sulla fuga di notizie che ne conseguì, la Microsoft dichiarò che stava indagando sulla questione. Anche Halo 2, Halo 3 e ODST subirono una sorte simile prima della data di uscita annunciata al pubblico. Bungie pubblicò una demo il 24 maggio 2011, la quale includeva un livello per giocatore singolo dalla campagna, una mappa competitiva multiplayer e una missione cooperativa di sparatoria.
Halo: Reach uscì per Microsoft Windows e Xbox One come parte della Master Chief Collection il 3 dicembre 2019.

### Commercializzazione
Secondo Jarrard, il team decise di disporre di un marketing molto più «sontuoso» per Reach rispetto a quello di ODST. Microsoft assegnò a Reach il maggiore budget mai destinato all'epoca per la promozione del prodotto, superando senza renderla nota la cifra in termini di costi dell'altrettanto vincente marketing di Halo 3, costato 6,5 milioni di dollari. Gli esperti nel settore concentrarono i loro sforzi sulla connessione con i consumatori tramite temi universali, piuttosto che richiamare qualcosa di legato a Halo 3. Fu la AgencyTwoFifteen dell'Interpublic Group of Companies a gestire lo sviluppo di strategie e video per favorire la visibilità del prodotto, mentre AKQA sviluppò dei componenti interattivi. Le agenzie erano invero state già contattate nella realizzazione del marketing di Halo 3. Il messaggio chiave attorno a cui gli inserzionisti si concentravano era semplice: «Ricorda Reach [Remember Reach]. Bisogna concentrarsi sul concetto di eroi, non di vittime. Per questo, bisogna espandere il nostro pubblico oltre a quello già fedele al franchise di Halo».
La campagna pubblicitaria è iniziata nell'aprile 2010 con il cortometraggio live-action "La nascita di uno Spartan" (Birth of A Spartan). Il 23 agosto cominciò ad essere postata una serie di video che narravano scene di vita quotidiana su Reach prima dell'invasione dei Covenant, fino alla presentazione di uno spot TV il 29 agosto. La serie si concluse a fine mese con l'uscita di un altro cortometraggio, "Deliver Hope". Sempre a scopo promozionale, Microsoft creò un monumento di luce interattivo che consentiva agli utenti i quali effettuavano l'accesso a un sito web di poter dirigere un robot industriale della KUKA per tracciare dei punti di luce. Furono oltre 54.000 i punti che generarono un monumento dedicato al Noble Team, progettato per spegnersi qualora non fossero stati tracciati più punti. Il marketing di Reach vinse diversi riconoscimenti nel settore, tra cui tredici conferite dall'MI6 Game Marketing Conference Awards.
Un'ulteriore modalità di promozione passò per la realizzazione di action figures da 12,7 cm curate dalla McFarlane, azienda la quale aveva già prodotto lavori simili per Halo 3. L'etichetta di giocattoli Play Arts della Square Enix curò la realizzazione di figure aggiuntive.
Reach uscì martedì 14 settembre in contemporanea mondiale in oltre 25 Paesi. Decine di migliaia di negozi si sono iscritti agli eventi di lancio di mezzanotte, con eventi sponsorizzati svoltisi a Londra, Oslo, Stoccolma e New York.

### Contenuto scaricabile
Reach supporta contenuti scaricabili (DLC) aggiuntivi. Bungie pubblicò il primo pacchetto, denominato "Pacchetto mappe Noble" (Noble Map Pack), il 30 novembre 2010; esso conteneva tre mappe nuove e non basate sui livelli della campagna di Reach. Per produrre il secondo "Pacchetto mappe Defiant" (Defiant Map Pack), divenuto accessibile il 15 marzo 2011, Microsoft collaborò con l'azienda sviluppatrice Certain Affinity, la quale aveva già lavorato su alcune mappe di Halo 2.
La 343 Industries pubblicò un "aggiornamento del titolo" per Reach volto a modificare meccaniche di gioco quali la diffusione dei proiettili e il danno in mischia. L'aggiornamento conteneva anche dei contenuti per Halo: Combat Evolved Anniversary. Gli acquirenti dell'edizione Anniversary ricevettero altresì un codice per scaricare le sette mappe multiplayer del gioco direttamente in Reach, prima che il gruppo di novità facesse la sua comparsa sul Marketplace di Xbox Live.

## Accoglienza

### Vendite e popolarità

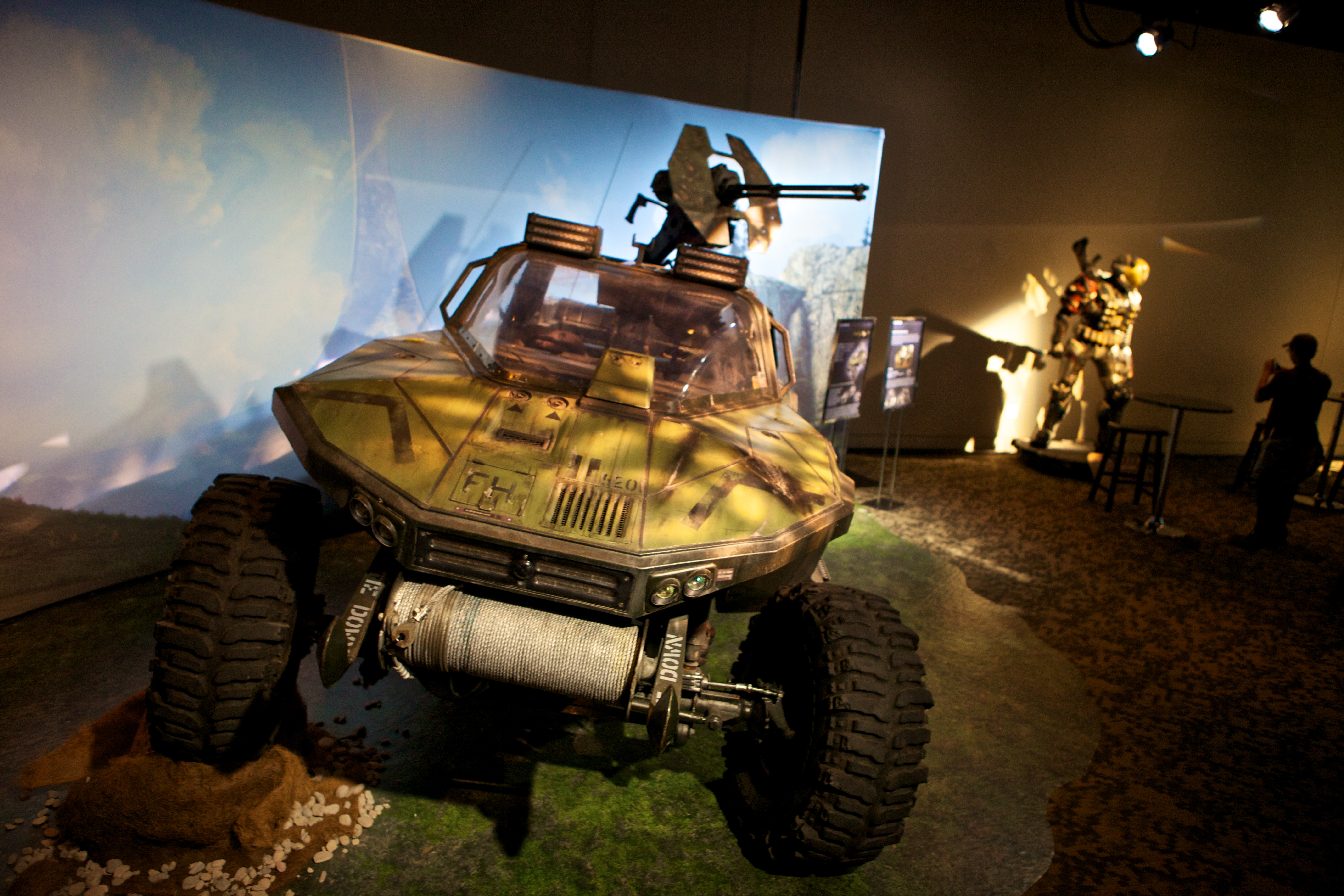
Una jeep Warthog con lo Spartan Noble Four alle spalle, uno dei protagonisti di Halo: Reach, all'evento PAX del 2011

Reach fece registrare 200 milioni di dollari nelle vendite del primo giorno, un record mai raggiunto dal franchise. Il sorprendente traguardo convinse gli analisti che la vicinanza della data di uscita alle feste natalizie non avrebbe rallentato gli acquisti. Nei primi sedici giorni dall'uscita, il solo reparto del merchandising effettuò delle vendite per un valore complessivo di 350 milioni di dollari. Al momento della sua presentazione, Reach appariva già in anteprima in cima alle classifiche Xbox 360 e multipiattaforma nella maggior parte dei continenti. I dati dell'azienda NPD Group stimavano la vendita di 3,3 milioni di copie di Reach in Nord America, cifra che lo rendeva il terzo gioco per la sua generazione di console (Xbox 360, PS3, Wii) a far registrare più di tre milioni di unità acquistate durante il primo mese dalla sua uscita (insieme a Halo 3 e Modern Warfare 2). Halo: Reach divenne il terzo gioco con maggiore successo del 2010 in Nord America, posizionandosi dietro Call of Duty: Black Ops e Madden NFL 11. La cifra di 4,7 milioni di unità vendute fu raggiunta entro settembre 2011.
Il videogame conseguì ottimi traguardi anche in Europa. Nel Regno Unito, la settimana di messa in commercio di Reach lo rese il quinto miglior lancio nelle isole, avendo superato tra gli altri il lancio di Halo 3 di 20.000 unità e quello di  ODST con 200.000. Durante la seconda settimana, nelle classifiche britanniche Reach risultò il secondo titolo più venduto, in quanto scavalcato dal videogioco di guida F1 2010.
Tuttavia, in Nord America Reach continuò a preservare il primato. In Giappone, il gioco debuttò conseguendo subito il primo posto con 44.413 unità, ma i numeri a lungo termine calarono esattamente come gli altri capitoli della saga. Ciononostante, si trattò di un risultato superiore alle vendite di ODST (29.734) in un periodo di tempo comparabile, ma al di sotto di Halo 3 (61.143). Nel giro di quattordici giorni, Reach scomparì dalla top 20 dei titoli più richiesti dai consumatori.

### Critica
| Testata                      | Giudizio                |
| ---------------------------- | ----------------------- |
| Metacritic                   | 91/100                  |
| 1UP                          | A+                      |
| Computer and Video Games     | 9.2/10                  |
| Edge                         | 9/10                    |
| Eurogamer                    | 9/10                    |
| Famitsū                      | 34/40                   |
| Game Informer                | 9.5/10                  |
| GamePro                      | [ 101 ]                 |
| GameRevolution               | A                       |
| GameSpot                     | 9,5/10                  |
| GameTrailers                 | 9.3/10                  |
| GamesRadar+                  | 8/10                    |
| IGN                          | 9,5/10 (USA) 10/10 (UK) |
| Official Xbox Magazine (USA) | 9.5/10                  |
| Official Xbox Magazine (UK)  | 10.0/10                 |
| X-Play                       | [ 109 ]                 |
| The Guardian                 | [ 110 ]                 |
| Daily Telegraph              | 10/10                   |

Halo: Reach ha ricevuto perlopiù plausi da parte della critica al momento dell'uscita. Sul sito web di recensioni aggregate Metacritic, detiene una media di 91/100. Critici come Thierry Nguyen di 1UP.com, lo staff di Edge, Matt Cabral di GamePro e altri autori hanno considerato Reach il miglior titolo della serie di Halo mai realizzato. I revisori hanno notato poche modifiche sostanziali alla formula del franchise, con Erik Brudvig di IGN che ha osservato come Reach non fosse altro che «un nuovo rimaneggiamento», malgrado i veterani della saga si sarebbero sentiti immediatamente a loro agio con il gioco.
Nguyen, Tom Hoggins del Daily Telegraph e altri hanno sostenuto che Reach ha acquisito gli elementi migliori dai giochi precedenti e li ha combinati nel lavoro finale della Bungie. Hoggins ha notato come questo approccio abbia reso Reach «un crescendo vertiginoso e senza fiato alla conclusione di un decennio di lavoro», ma anche che fosse improbabile ritenerlo in grado di spingere consumatori non fan di Halo ad acquistarlo. Kevin Lynch, per conto del Daily Mirror, ha elogiato la Bungie per aver introdotto nuove meccaniche di gioco, tra cui i jetpack, senza rovinare la curva di apprendimento del titolo o il bilanciamento del gioco.

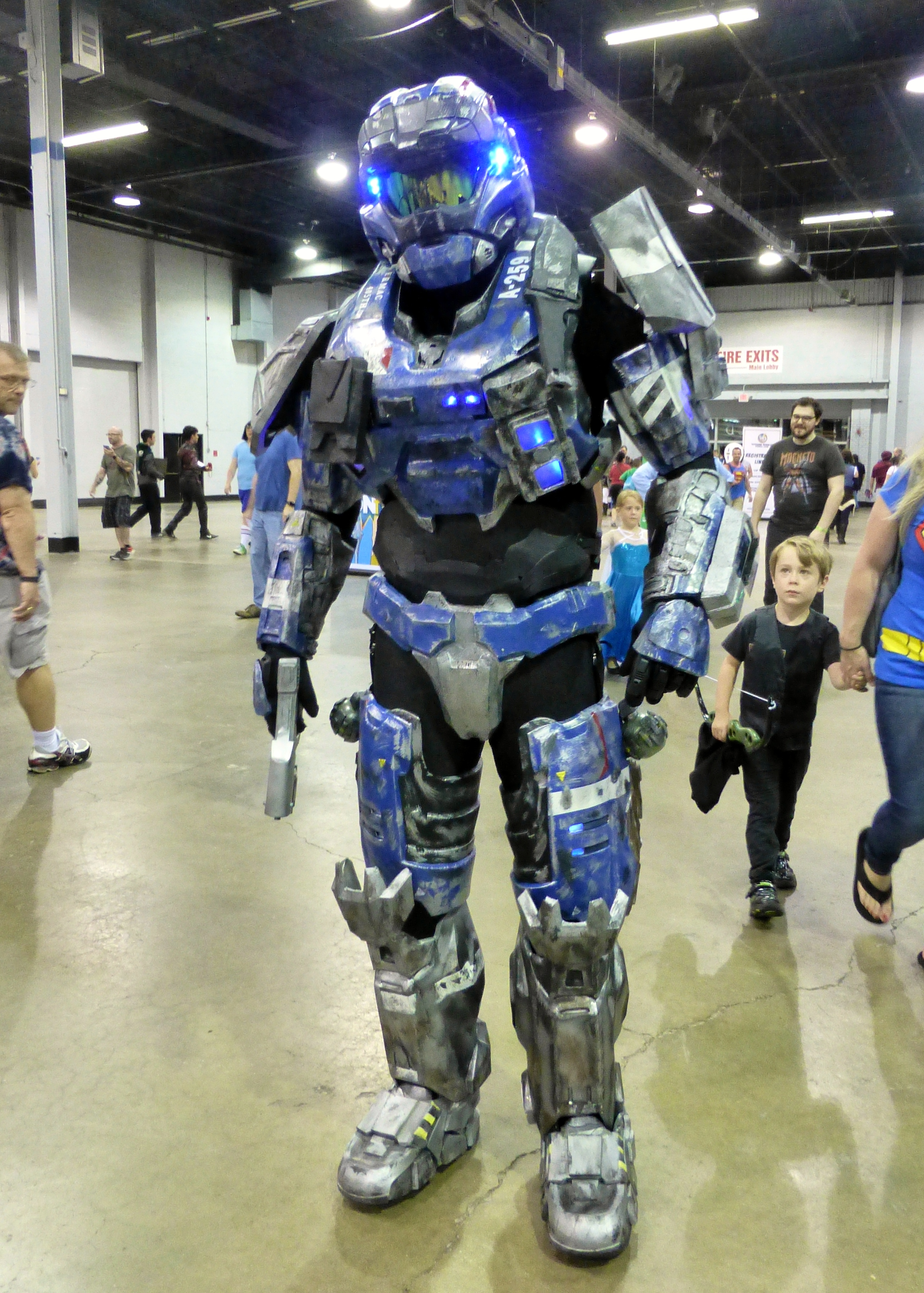
Cosplay di Noble One al Wizard World Chicago Comic-Con del 2015

Brudvig è rimasto colpito in positivo dalla campagna per aver evitato «i paesaggi ripetitivi e le trame tortuose e difficili da seguire» dei precedenti titoli di "Halo". Chris Watters di GameSpot e altri recensori hanno avvertito come l'intelligenza artificiale degli alleati fosse meno avanzata di quella dei nemici, specialmente durante le manovre di guida. Steve Boxer ha scritto per il Guardian che la storia di Reach faceva sembrare "amatoriali" le voci precedenti; Nguyen riteneva che, mentre i precedenti titoli di Halo si impantanassero in incongruenze e «balbettamenti tecnologici noiosi ed eccessivi» in stile Star Trek, Reach ha conferito una visione più ampia e una storia più accessibile. Nonostante ciò, ha proseguito nella sua analisi, il gioco soffriva di personaggi dal carattere stereotipato con cui i giocatori trascorrevano poco tempo: «Ho quasi dimenticato che Noble Four (Emile) esistesse per gran parte della campagna, poiché l'ho visto di rado». Gus Mastrapa di Wired ha con rassegnazione paragonato la squadra Noble ai marines di Aliens, in quanto la maggior parte dei personaggi gli era sembrata poco memorabile e monocorde. Nguyen ha mosso invece delle critiche con riferimento ad alcuni occasionali errori nell'esposizione, ma li ha etichettati come «piccoli cavilli» rispetto ai miglioramenti apportati. Al contrario, Charlie Baratt di GamesRadar ha affermato che la campagna di Reach era migliore di quella di ODST, ma mancava del «potenziale cambiamento del franchising» auspicato. Lynch ha ritenuto: «Benché la Bungie non abbia ancora imparato a partorire una storia perfetta, [Reach] imposta sapientemente scena dopo scena».
Ben Kuchera di Ars Technica ha apprezzato la componente multiplayer di Reach per la sua elasticità: «non importa cosa preferisci e quale stile adotti mentre giochi, troverai qualcosa che ti piace». I revisori hanno elogiato le numerose opzioni di personalizzazione disponibili per i giocatori. Watters e Kuchera hanno elogiato la possibilità di associare la voce di vari personaggi al giocatore in modalità sparatoria, una scelta che a loro giudizio consente una maggiore affinità in termini psicologici, ma la cui efficacia resta indeterminata e indeterminabile. G4, un'emittente televisiva statunitense, si è espressa a proposito del Mondo Forgia di Reach in termini elogiativi, avendolo ritenuto più vasto e impressionante della sua controparte presente su Halo 3. Lynch ha azzardato una previsione sostenendo che l'enorme quantità di opzioni reperibili sul multiplayer avrebbe conferito un'ampia longevità al titolo.
I critici hanno considerato le componenti audiovisive un netto progresso rispetto a Halo 3 e ODST. Troy Rawitti-Forbes, per conto del New Zealand Herald, ha scritto che con la grafica e l'animazione migliorate, [Reach] «sembra proprio un progetto di Hollywood ad alto budget». Official Xbox Magazine ha riconosciuto che una grafica più convincente è sicuramente rintracciabile in altri giochi, ma ha comunque apprezzato Reach per il «fascino accattivante e il grande seguito riscosso», invitando gli utenti a notare come l'inclusione di animali selvatici e civili abbia agevolato l'immersione e accresciuto l'impressione di un pianeta sotto assedio. Martin Robinson di IGN UK ha apprezzato le scelte stilistiche compiute da O'Donnell, ritenute consone alla storia, e il comparto sonoro, scrivendo che le nuove armi «sembrano sul punto di strapparti le mani».

## Riconoscimenti
Halo: Reach ha ottenuto vari riconoscimenti:
- Good Game (6 dicembre 2010): miglior comparto sonoro;[116]
- Spike (11 dicembre 2010): miglior servizio multiplayer;[116]
- GameSpy (22 dicembre 2010): miglior sparatutto;[116]
- Drunk Tank Podcast (5 gennaio 2011): gioco dell'anno.[116]